# RAF Bomber Command
Das RAF Bomber Command war von 1936 bis 1968 das Oberkommando über die Bomberflotte der Royal Air Force. Bomber Command stand auch für die britische Bomberflotte als solche. Seine Aufgabe war die Planung und Führung von strategischen Bombenangriffen.

## Geschichte

### Liegenschaften und Inventar
Das Hauptquartier des RAF Bomber Command war in den Jahren 1936 bis 1940 in Uxbridge im Westen Londons, ab 1940 in High Wycombe, Buckinghamshire.

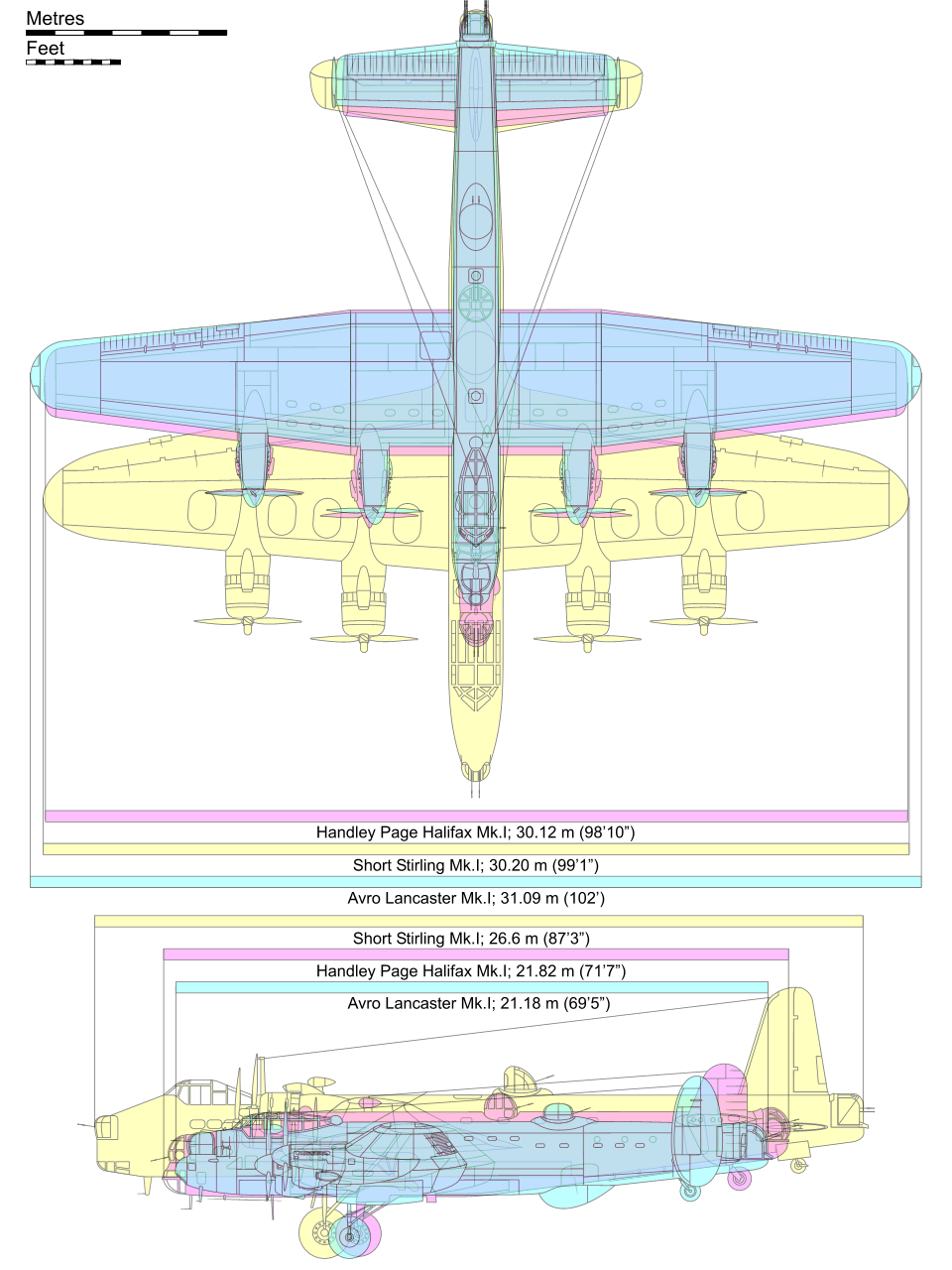
Schwere Bomber im Vergleich: Stirling (gelb), Halifax (pink) und Lancester (blau)

Die wichtigsten leichten und mittelschweren Bombertypen des RAF Bomber Command waren:
- Vickers Wellington (mit über 11.400 Maschinen der meistgebaute Bomber der RAF)
- de Havilland DH.98 Mosquito
- Bristol Blenheim
- Armstrong Whitworth Whitley
- Handley Page Hampden
- Fairey Battle
- Vickers Wellesley

Die folgenden viermotorigen schweren Bomber-Typen kamen (teils ergänzend) während des Zweiten Weltkrieges zum Einsatz:
- Handley Page Halifax (ab März 1941; 6178 Maschinen bis 1946 gebaut)
- Short Stirling (ab Februar 1941; insgesamt 2380 Maschinen bis 1943)
- Avro Lancaster (ab März 1942; insgesamt 7374 Maschinen bis 1945)

### Zweiter Weltkrieg
Während des Zweiten Weltkrieges führte das Bomber Command eine Vielzahl von Bombenangriffen auf Ziele in Deutschland, im deutsch besetzten Europa sowie im faschistischen Italien durch. Das Bomber Command setzte während des Krieges rund 125.000 Mann an fliegenden Besatzungen ein, von denen 55.573 ums Leben kamen (entspricht fast 45 %). Weitere 8403 wurden verwundet und 9838 gerieten in Kriegsgefangenschaft.
Vor dem Hintergrund statistischer Untersuchungen des britischen Air Ministry über die Effektivität bereits erfolgter britischer Luftangriffe kam es zur Entscheidung, verstärkt Brandbomben und Luftminen über dicht bebauten Stadtgebieten Deutschlands abzuwerfen. Diese Strategie wurde am 14. Februar 1942 in der Area Bombing Directive („Anweisung zum Flächenbombardement“) festgelegt. Premierminister Winston Churchill in seiner Rolle als Vorsitzender des Kriegskabinetts beauftragte den interimistischen Oberbefehlshaber (Commander-in-chief) des RAF Bomber Command, Luftmarschall John Baldwin mit der Umsetzung dieses „morale bombing“. Das Ende März 1942 herausgegebene „Dehousing Paper“ des britischen Kabinetts sah vor, durch gezielte Zerstörung von Wohngebieten der Industriearbeiter den Widerstandswillen in der deutschen Zivilbevölkerung zu brechen und diese dazu zu bringen, sich gegen das Regime der Nationalsozialisten zu stellen.
Der Luftkrieg der Royal Air Force gegen deutsche Städte begann am 11. Mai 1940 mit einem Angriff von 35 Bombern auf München-Gladbach (heute: Mönchengladbach). Besonders präsent im kollektiven Gedächtnis der Deutschen blieben die verheerenden Luftangriffe auf Hamburg im Sommer 1943 und die Zerstörung Dresdens Mitte Februar 1945. Über 20 weitere Flächenbombardements auch kleinerer Städte hatten Feuerstürme zur Folge, in denen sehr viele Zivilisten ums Leben kamen und große Teile des Gebäudebestandes vernichtet wurden. Mit dem Luftangriff auf Potsdam in der Nacht zum 15. April 1945 beendete die RAF ihren Bombenkrieg gegen deutsche Städte; am 16. April 1945 erklärte das Supreme Headquarters Allied Expeditionary Force (SHAEF) in Europa den strategischen Luftkrieg für gewonnen.
Gegen Italien flog Bomber Command von 1940 bis 1942 nur spärlich Angriffe. Ab Oktober 1942 startete dann eine Luftoffensive gegen Italien mit der Bombardierung oberitalienischer Städte. Die Krise, die dadurch ausgelöst wurde, war so schwer, dass es den Alliierten möglich erschien, Italien aus dem Krieg herauszubomben. Die Angriffe auf Italien wurden gemeinsam mit der 9. US-Luftflotte 1943 intensiviert, um die Opposition gegen Mussolini zu stärken. Die Angriffe trafen einen versagenden Staat und eine kriegsmüde Bevölkerung und leisteten einen Beitrag, dass Benito Mussolini abgesetzt wurde und sein Nachfolger Pietro Badoglio mit dem Waffenstillstand von Cassibile den Krieg Italiens gegen die Alliierten am 3. September 1943 beendete.
Etwa fünf Prozent der Einsätze wurden zur Verlegung von Seeminen aus der Luft geflogen. Das Codewort dafür war Gardening, da man die Minen aussäte. Die Zahl der ausgelegten Minen stieg bis 1942 auf Tausend im Monat. Zielgebiete waren die norwegische Küste, die Ostsee mit ihren Übungsgebieten für U-Boote, die Helgoländer Bucht, der Golf von Biskaya, das Mittelmeer und während der Operation Overlord die Flanken der Landungsflotte. Insgesamt legte Bomber Command 47.307 Minen aus. Die Royal Air Force gibt an, insgesamt 762 Schiffe der Achsenmächte versenkt und 196 beschädigt zu haben.
| Jahr        | Staffeln       | Staffeln        | Staffeln       | Personalstärke | Personalstärke | Personalstärke | Personalstärke | Standorte |
| Jahr        | leichte Bomber | Mittlere Bomber | Schwere Bomber | Piloten        | Fliegend       | Boden          | WAAF           | Standorte |
| 1939 (Sept) | 6              | 17              |                | N/A            | N/A            | N/A            | N/A            | 20        |
| 1940        | 6              | 17              |                | 1.110          | 6.702          | 49.685         | 2.408          | N/A       |
| 1941        | 9              | 32              | 3              | 2.133          | 20.633         | 99.515         | 10.169         | N/A       |
| 1942        | 9              | 33              | 15             | 1.468          | 23.003         | 115.570        | 22.092         | 45        |
| 1943        | 10             | 16              | 36             | 2.403          | 45.330         | 127.914        | 34.080         | 60        |
| 1944        | 5              | 0,5             | 60,5           | 3.747          | 52.476         | 134.834        | 38.157         | 81        |
| 1945        | 10             | 0               | 73             | 3.501          | 49.418         | 136.629        | 37.292         | 71        |

### Spätere Kampfeinsätze
Ab 1947 waren Lancesterbomber in Nairobi stationiert. Sie beteiligten sich von 1953 bis 1956 an Offensivaktionen gegen die Aufständischen im postkolonialen Mau-Mau-Krieg.
Ab 1950 wurden Avro Lincoln in Singapur stationiert, die 1955 durch Canberra ersetzt wurden. Die strategischen Bomber wurden gegen die Unabhängigkeitsbewegung während der Malayan Emergency eingesetzt.
Während der Suezkrise 1956 wurden strategische Bomber nach Malta und Zypern verlegt. Sie griffen ägyptische Luftwaffenbasen an.

### Kalter Krieg
Nach dem Zweiten Weltkrieg bildeten die kernwaffenfähigen strategischen V-Bomber (Valiant, Victor und Vulcan) die Hauptschlagkraft des Bomber Command. Ab dem Jahr 1950 verfügte Bomber Command auch über atomwaffenfähige Mittelstreckenraketen des Typs Thor, die bis 1963 verfügbar waren.
Das Ende des Bomber Command kam im Jahr 1968, als es mit dem Fighter Command zum RAF Strike Command zusammengefasst wurde. Die Rolle als Trägersysteme für die britischen Nuklearwaffen übernahmen die U-Boote der Royal Navy.

### Erinnerung
- Das Bomber Command Museum of Canada wurde 1986 in Nanton, Alberta eröffnet.[14]
- Das Bomber Command Memorial wurde am 28. Juni 2012 durch Queen Elizabeth II. im Londoner Green Park in der Nähe von Hyde Park Corner eröffnet. Es wurde zum Gedenken an die 55.573 Angehörigen der Royal Air Force, die im Zweiten Weltkrieg bei Bomber-Einsätzen starben (fast die Hälfte des Personalbestands; das Durchschnittsalter war 22 Jahre) errichtet.[15][16] Das Monument zeigt sieben Soldaten als überlebensgroße Bronzestatuen.
- Im Jahr 2018 eröffnete das International Bomber Command Centre in Lincoln (Lincolnshire), England.[17]

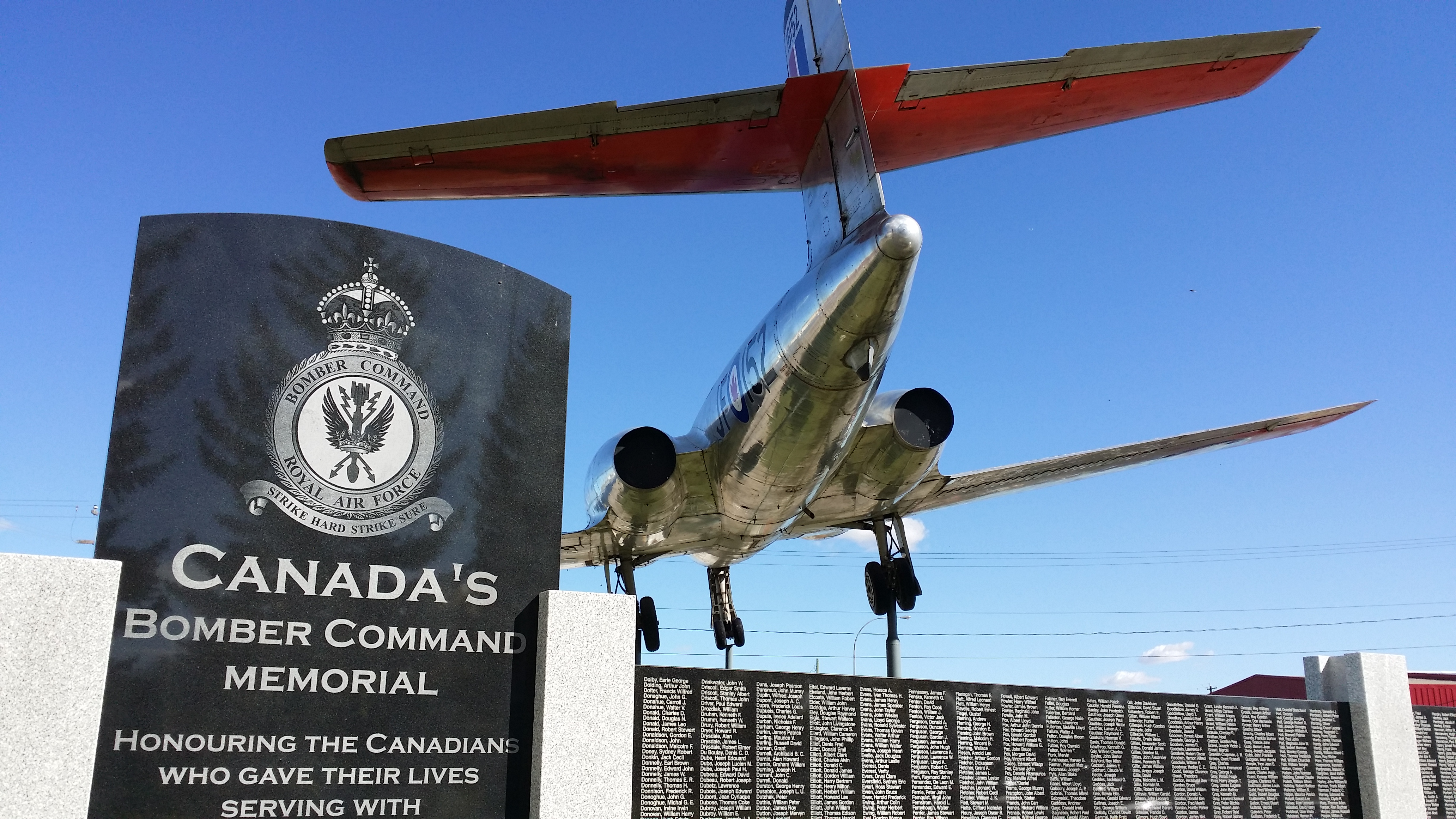
Bomber Command Museum of Canada
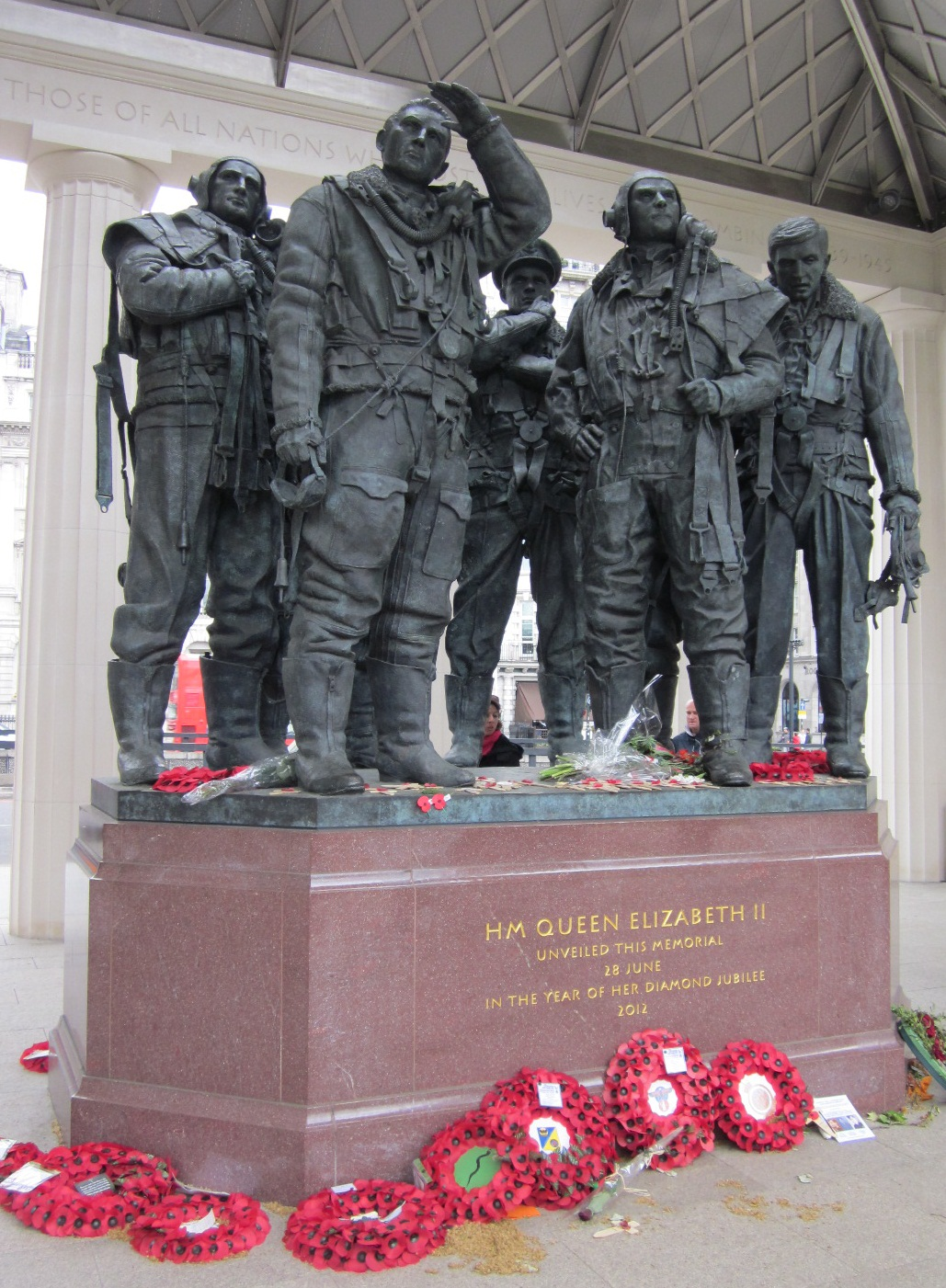
Figurengruppe im Inneren des Bomber Command Memorial, London
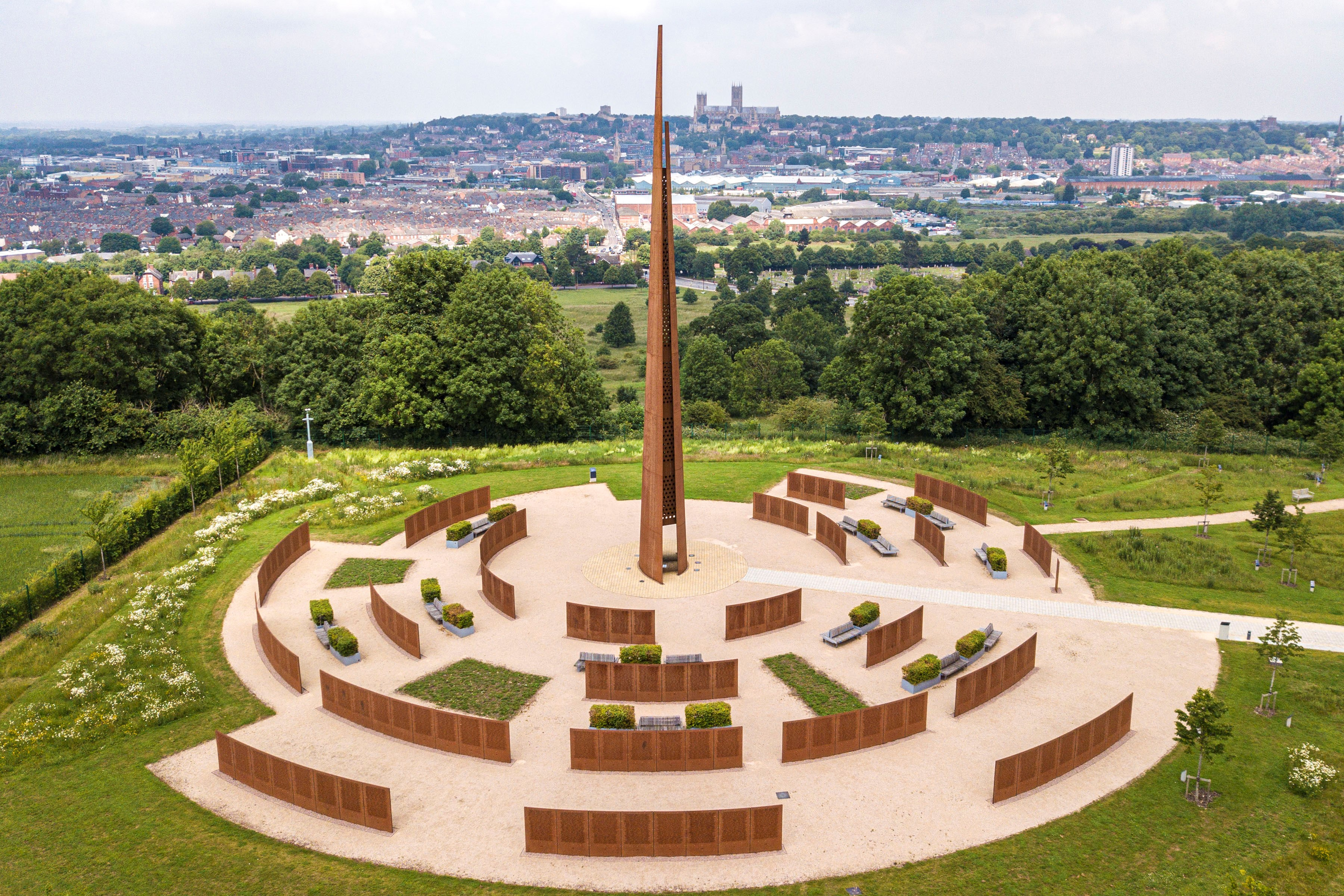
International Bomber Command Centre, Lincoln

## Oberbefehlshaber
| Nr.           | Bild | Commander in Chief                        | Rang              | von                | bis                |
| 1             |      | John Miles Steel (1877–1965)              | Air Chief Marshal | 14. Juli 1936      | 12. September 1937 |
| 2             |      | Edgar Ludlow-Hewitt (1886–1973)           | Air Chief Marshal | 12. September 1937 | 3. April 1940      |
| 3             |      | Charles Portal (1893–1971)                | Air Marshal       | 3. April 1940      | 5. Oktober 1940    |
| 4             |      | Richard Peirse (1892–1970)                | Air Marshal       | 5. Oktober 1940    | 8. Januar 1942     |
| kommissarisch |      | John Eustace Arthur Baldwin (1892–1975)   | Air Vice Marshal  | 8. Januar 1942     | 22. Februar 1942   |
| 5             |      | Arthur Harris (1892–1984)                 | Air Chief Marshal | 22. Februar 1942   | 15. September 1945 |
| 6             |      | Norman Bottomley (1891–1970)              | Air Marshal       | 15. September 1945 | 16. Januar 1947    |
| 7             |      | Hugh William Lumsden Saunders (1894–1987) | Air Marshal       | 16. Januar 1947    | 8. Oktober 1947    |
| 8             |      | Aubrey Ellwood (1897–1992)                | Air Marshal       | 8. Oktober 1947    | 2. Februar 1950    |
| 9             |      | Hugh Lloyd (1894–1981)                    | Air Marshal       | 2. Februar 1950    | 9. April 1953      |
| 10            |      | George Holroyd Mills (1902–1971)          | Air Marshal       | 9. April 1953      | 22. Januar 1956    |
| 11            |      | Harry Broadhurst (1905–1995)              | Air Marshal       | 22. Januar 1956    | 20. Mai 1959       |
| 12            |      | Kenneth Brian Boyd Cross (1911–2003)      | Air Marshal       | 20. Mai 1959       | 1. September 1963  |
| 13            |      | John Grandy (1913–2004)                   | Air Marshal       | 1. September 1963  | 19. Februar 1965   |
| 14            |      | Wallace Kyle (1910–1988)                  | Air Marshal       | 19. Februar 1965   | 30. April 1968     |

## Stützpunkte
Die folgende unvollständige Liste von Stützpunkten umfasst diejenigen, über die es bereits einen Eintrag in der deutschsprachigen Wikipedia gibt:
- RAF Abingdon
- RAF Alconbury
- RAF Bicester
- RAF Binbrook
- RAF Coningsby
- RAF Cottesmore
- RAF East Kirkby
- RAF Finningley
- RAF Kirmington
- RAF Lakenheath
- RAF Leeming
- RAF Lossiemouth
- RAF Marham
- RAF Middleton St. George
- RAF Mildenhall
- RAF Molesworth
- RAF Scampton
- RAF Silverstone
- RAF Thurleigh
- RAF Waddington
- RAF Wattisham
- RAF Wickenby
- RAF Wyton